# Oostvest (Rotterdam)
De Oostvest is een oude, niet meer bestaande vest in Rotterdam en vormde de noordoostelijke zijde van de Stadsdriehoek. De Oostvest is tussen 1860 en 1886 in delen gedempt, maar de naam bleef tot in de jaren 10 van de twintigste eeuw voortleven als een plein.

## Geschiedenis
De vroege geschiedenis van de Oostvest is onduidelijk. De vroegste benoeming van een toen nog oude Oostvest was in 1426, toen deze gegraven werd als onderdeel van de stadsvest van Rotterdam. In 1426 onderscheidde men de vesten rondom Rotterdam enkel in de Oostvest, Middelvest en Westvest. De Oostvest liep in die periode waarschijnlijk vanaf de Delftsche Poort tot aan de Oostpoort. In 1505 volgde een nieuwe Oostvest. De Oostvest vormde samen met de Goudse Vest de scheiding tussen de stad Rotterdam en het ambacht Rubroek.

### Demping van de Oostvest

#### 1860
De allereerste demping van de Oostvest begon al in 1860. Tot die periode was de vest direct verbonden met de aangrenzende Kolk aan de oostkant van de singel. Hier stond de Oostpoort. In de zitting van donderdag 20 september besloot de Rotterdamse gemeenteraad tot de demping van het meest oostelijke deel van de Oostvest, alsmede de Kipgracht en de gracht aan het Achterklooster, met 26 stemmen tegen 1. De latere vrijgekomen plek kreeg van het Rotterdamse college van burgemeester en wethouders de naam Oostvestplein in juli 1871.

#### 1884 - 1886

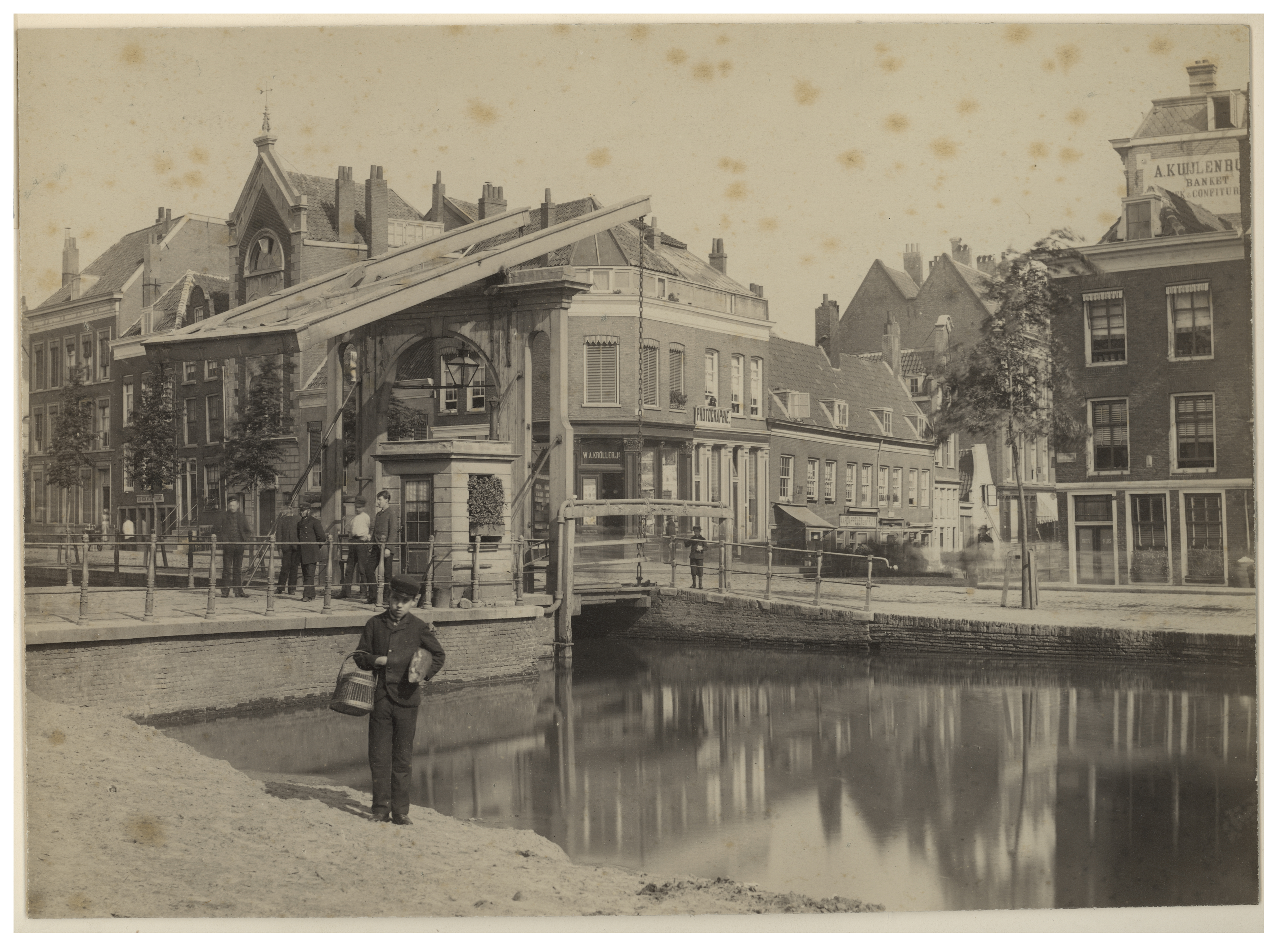
De Oostvest links bij de Goudsebrug in 1885. Aan de andere kant begon de Goudsche Vest.

De tweede, volledige demping van de Oostvest geschiedde later. Op donderdag 23 oktober 1884 meldt het Rotterdamsch Nieuwsblad dat er een onderzoek was om de vest in zijn volledigheid te dempen, en dat de bevindingen van het college van B&W 'spoedig' aan de Rotterdamse gemeenteraad 'ter kennis' zouden worden gebracht. In de zitting van donderdag 8 oktober 1885 kwam de volledige demping van de Oostvest naar voren. Dit wilde de raad doen om het stadsgedeelte tussen de vest en het Achterklooster te verbeteren. Tijdens de vergadering vroeg de Rotterdamse Bestuursbond om niet alleen de Oostvest te dempen, maar ook de Goudsche Vest 'tot aan de brug bij de Rotte' (doelend op de nu niet meer bestaande Langebrug bij het Couwenburgs eiland). Ook moest de gemeente van de bond het werk in eigen beheer nemen, om zo de werkgelegenheid in de stad te stimuleren. Het voorstel is uiteindelijk niet uitgevoerd. Uiteindelijk werd de demping van de Oostvest in deze vergadering goedgekeurd. De kosten voor het dempen van de vest waren geschat op 80.000 gulden.
Op 2 juni 1886 berichtte het Rotterdamsch Nieuwsblad dat de werkzaamheden voor de demping van de Oostvest van het Oostvestplein tot aan de nu niet meer bestaande Eleonorastraat waren gevorderd. Een paar weken later, op 26 juni, werd gemeld dat de demping van de Oostvest voltooid was, en dat de Goudsebrug aan de westkant van de vest 'binnenkort' zou worden afgebroken. In dezelfde maand stelde het college van B&W voor om een nieuwe, kosteloze zwem- en badinrichting te maken in de Goudsche Vest, nu het bassin in de Oostvest was verdwenen. De kosten hiervoor werden geschat op 4800 gulden. Een paar weken later werd dit besluit goedgekeurd. In juli 1886 was bij de Tweede Kamer een onteigeningsontwerp binnengekomen voor de onteigening van woningen en de aanleg van twee nieuwe straten tussen het stuk van de Goudsewagenstraat, de Oostvest en het Achterklooster. De onteigening was nodig voor de aanleg van de nieuwe straten, maar ook om de verkeersdoorstroom te verbeteren en de slechte hygiënische situatie van destijds aan te pakken.

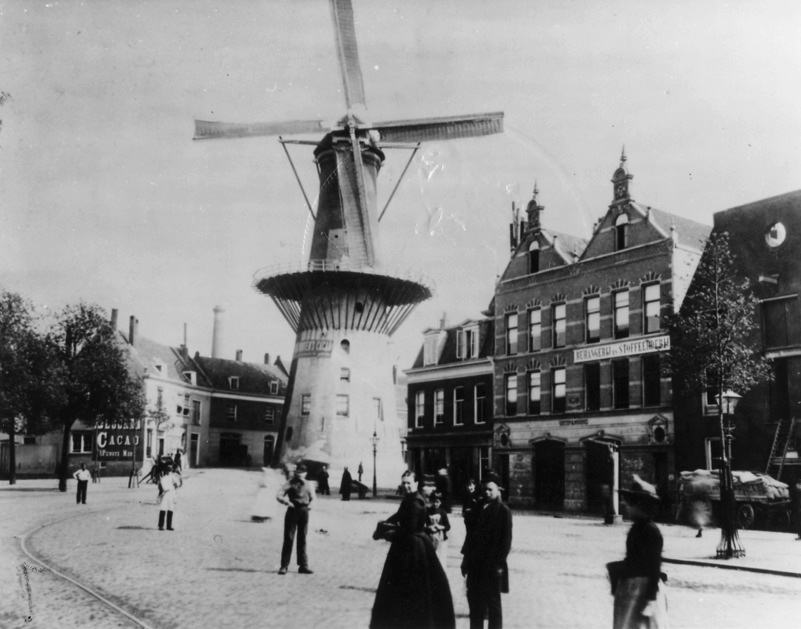
Molen De Noord en omgeving bij het Oostvestplein, 1886 - 1890.

Na 1886 had de gedempte Oostvest nog twee jaar deze naam. In 1888 kwam hier een einde aan. na een vergadering van het college van burgemeester en wethouders om de naam te wijzigen - het Oostvestplein. Voor die periode had slechts het kleine stuk tussen de Kolk en de Oostvest deze naam. De naam is vervolgens lang gebleven, maar in 1920 stond het Oostvestplein enkel nog aangegeven als "Noordzijde" en "Zuidzijde" voordat de volledige straat de Goudsesingel ging heten. Hierdoor verdween iedere naam die ooit deed denken aan de voormalige Oostvest, met uitzondering van het Oostplein.

## Vormgeving
De Oostvest was een brede gracht met lage kademuren, vergelijkbaar met veel grachten in andere Nederlandse steden zoals de Brouwersgracht in Amsterdam of de Oude Vest in Leiden. Voor de demping van het meest oostelijke gedeelte in 1860 was de Oostvest in die richting direct verbonden met de Kolk bij het Oostplein, die zelf weer in verbinding stond met de Hoge Boezem en de Salavaart, later bekend als de Slaakvaart. Na de demping eindigde de oostkant aan het Oostvestplein. Aan de westkant eindigde de Oostvest bij de Goudsevestbrug en begon de Goudse Vest. Aan weerszijden van de vest lagen aan de noord- en zuidzijde twee straten: aan de noordkant de Oostsingel en aan de zuidkant de Oostvest. Op deze kades stonden huizen en winkels van verschillende grootte. De Oostvest was, in tegenstelling tot de Goudse Vest, een stuk kleiner - slechts ongeveer 300 meter. De vest was populair onder de Rotterdammers omdat het gebruikt werd als openbaar zwembad.
Steigersgracht · 

Voormalig: Coolvest · Kipgracht · Goudsevest · Groenendaalsgracht · Oostvest · Schiedamse Vest · Stadsvest